# Benito Soliven
Benito Soliven est une municipalité de la province d’Isabela, aux Philippines.